# Ranny telefon
Ranny telefon (tytuł oryginalny: Telefoni i një mëngjesi) – albański film fabularny z roku 1987 w reżyserii Kristaqa Mitro i Ibrahima Muçaja.

## Opis fabuły
Film rozgrywa się w środowisku dziennikarskim. Młody dziennikarz Neritan przygotował artykuł, który stawia w krytycznym świetle jego krewnego i żonę jednego z dyrektorów. Artykuł zostaje wstrzymany, a dyrektor podejmuje próbę usunięcia dziennikarza.
Film realizowano w Tiranie.

## Obsada
- Bujar Asqeriu jako Astrit
- Mirush Kabashi jako Kujtim
- Bujar Lako jako Nestor
- Vasjan Lami jako Mevlan
- Marieta Ljarja jako Mariana
- Jetmira Dusha jako Lumja
- Agim Shuke jako Dhimitri
- Ndriçim Xhepa jako Neritan
- Violeta Manushi jako bufetowa
- Nertila Koka jako Mira
- Fitnete Tiço jako Gjelina, siostra Neritana
- Luan Qerimi jako Andrea
- Vangjel Heba jako Xhorxi
- Tinka Kurti jako matka Neritana
- Ndrek Shkjezi jako mechanik
- Mehmet Çekini
- Fatmir Kapllani